# 43Agy busz (Budapest)
A budapesti 43A (gyors 43A) jelzésű autóbusz a Katona József utca és Újpest, Cérnagyár között közlekedett. A járatot a Budapesti Közlekedési Vállalat üzemeltette.

## Története
1977. április 1-jén 43A jelzéssel a 43-asnak betétjárata indult a Marx tér (ma: Nyugati pályaudvar) és a Cérnagyár között a Váci úton. Az M3-as metró építése miatt a buszok többször is terelt útvonalon közlekedtek a Váci út helyett. 1981. december 30-án a metró Deák tér–Élmunkás tér szakaszának átadása miatt a 43A megszűnt.

## Útvonala
Az autóbusz megszűnése előtt a 3-as metró építése miatt a Váci út helyett terelt útvonalon közlekedett.
| Újpest, Cérnagyár felé | Katona József utca felé |
| --- | --- |
| Katona József utca vá. – Kresz Géza utca – Balzac utca – Hegedűs Gyula utca – Dráva utca – Visegrádi utca – Véső utca – Apály utca – Angyalföldi út – Teve utca – Fáy utca – Váci út – Fóti út – Újpest, Cérnagyár vá. | Újpest, Cérnagyár vá. – Fóti út – Megyeri út – Váci út – Forgách utca – Vágó Béla utca – Frangepán utca – Teve utca – Angyalföldi út – Dunyov István utca – Süllő utca – Visegrádi utca – Katona József utca – Katona József utca vá. |

## Megállóhelyei
Az átszállási kapcsolatok között az azonos útvonalon közlekedő 43-as busz nincsen feltüntetve.
| 0  | Katona József utca (Marx tér) végállomás | 22 | 3V, 6, 6, 12, 12A, 12V, 15, 26, 33V, 43, 49V, 91, 191 4, 6 72, 73 Budapest-Nyugati |
| ∫  | Csanády utca                             | 20 | 3V, 12V, 15, 26, 33, 33V, 43, 49V 76                                               |
| ∫  | Gogol utca                               | 19 | 3V, 12V, 15, 26, 33, 33V, 43, 49V                                                  |
| ∫  | Dráva utca                               | 18 | 3V, 33, 33V, 43 75, 79                                                             |
| ∫  | Váci út                                  | 16 | 3V, 33V, 43                                                                        |
| 5  | Róbert Károly körút                      | 15 | 3V, 33V, 43, 55, 55, 84 3, 55                                                      |
| 6  | Frangepán utca (↓) Teve utca (↑)         | 14 | 32, 32, 43, 84                                                                     |
| ∫  | Forgách utca                             | 13 | 43, 84 3, 55                                                                       |
| ∫  | Csavargyár                               | 12 | 43, 84 3, 55                                                                       |
| 8  | Gyöngyösi utca                           | 11 | 4, 4, 43, 84 3, 55                                                                 |
| ∫  | Hajó- és Darugyár                        | 9  | 43, 84                                                                             |
| ∫  | Kender-Juta                              | 8  | 43, 84                                                                             |
| 11 | Árpád út (↓) Újpest, vasúti híd (↑)      | 7  | 43, 84, 96 3, 10, 55                                                               |
| 12 | Zsilip utca                              | 6  | 96 3, 10                                                                           |
| 13 | Paksi József utca                        | 5  | 96 3, 10                                                                           |
| 14 | Egyesült Izzó                            | 4  | 47, 96, 96 3, 10                                                                   |
| 16 | Újpest, Cérnagyár végállomás             | 0  | 47, 96, 96 3, 10                                                                   |